# 山口進 (写真家)
山口 進（やまぐち すすむ、1948年（昭和23年）2月23日 - 2022年（令和4年）12月23日）は、日本の昆虫植物写真家、自然ジャーナリスト。自然科学写真家協会会員、日本鱗翅学会会員。

## 来歴
1948年、三重県に生まれる。小学校3年時から長崎県長崎市に移り、長崎市立西町小学校、長崎市立緑が丘中学校を経て長崎県立長崎西高等学校卒業まで長崎で過ごした。
海洋研究者だった父親の影響を受けて、子どもの頃は昆虫図鑑や冒険小説などの本を読むことや自然が大好きだったという。高校2年の時に長崎の古書店で眺めた高山蝶の写真集に感銘を受け、自身の目で国外の虫や花を見たくなり、翌年には台湾へ60日間の一人旅に出かけた。
大分大学経済学部では数学を専攻し、在学中は貨物船でボルネオ島を訪れている。大分大を卒業後は電機メーカー富士通でシステムエンジニアをしていた。昆虫植物写真家・自然ジャーナリストとしての活動は1976年から開始することとなる。百貨店の昆虫写真展で栗林慧の写真に感銘を受け、昆虫植物写真家になることを決意する。発起してから約1年後の28歳の時にカメラの知識も持たずに退社、本を読み独学で写真術を学んだ。叔父の伝手により貨客船によるニューギニア島への渡航が実現、退職金で買った高級中判カメラと写真の入門書を携え、同地へ赴いて初撮影に挑んだ。当時はマクロレンズに良いものが余り流通しておらず、山口は本を頼りにカメラを自ら改造して撮影に臨んでいる。その帰国後に『アサヒグラフ』に持ち込んだ写真は特集を組まれるなど反響を呼び、また、その後は同誌に連載を持つなど評価された。
1978年にジャポニカ学習帳（ショウワノート）で「世界特写シリーズ」を開始する。ノートは国語や算数の各教科のほか自由帳や日記も含めて全70冊あり、それぞれに裏表紙も会わせて各3点ずつの写真が載るため、計210枚分を撮影するために世界中の高山やジャングルを訪ねたという。以来、40年以上にわたって表紙写真の全てを撮影してきた。この学習帳のために世界各地で撮り下ろし表紙を飾った写真は、2014年時点で計1200枚以上にわたる。写真には「自然を大切にしよう」というメッセージも込められているという。山口は「花と昆虫の共生」を主要なテーマとして撮影を続けた。また、「自然に生きる」を座右の銘とした。
1988年には13年間かけて作成した写真集『五麗蝶譜』が完成する。同著は構成やレイアウト、文章などのほとんどを山口が手掛けた。山口は同著の執筆により日本蝶類学会江崎賞を2001年に受賞している。この本は専門家や昆虫ファン等に評価され、写真撮影だけでなく、以降は本の執筆や自然をテーマとしたテレビ番組への撮影や企画・監修も依頼されるようになっていったという。テレビ番組ではNHKの自然番組『ダーウィンが来た! 〜生きもの新伝説〜』『ワイルドライフ』などで企画撮影にも携わっている。
2021年に『万葉と令和をつなぐアキアカネ』で第61回日本児童文学者協会賞を受賞した。
2022年12月23日午前、肝性脳症のため山梨県北杜市内の病院で死去。74歳没。

## 著書
- 山口 進『五麗蝶譜: シジミチョウとアリの共棲』講談社、1988年10月1日。ISBN 978-4062033275。 NCID BN03107163。
- 山口 進『米が育てたオオクワガタ』岩崎書店〈イワサキ・ノンフィクション〉、2006年7月7日。ISBN 978-4265042746。 NCID BA82013019。
- 山口 進『実物大巨大昆虫探険図鑑』岩崎書店〈ちしきのぽけっと7〉、2008年6月26日。ISBN 978-4265043576。 NCID BA87630114。
- 山口 進『地球200周!ふしぎ植物探検記』PHP研究所〈PHPサイエンス・ワールド新書 37〉、2011年1月1日。ISBN 978-4569795287。 NCID BB04675600。
- 山口 進『世界クワガタムシ探険記 ダーウィン・ビートルを求めて』岩崎書店〈ちしきのぽけっと 16〉、2013年7月22日。ISBN 978-4265043668。 NCID BB13715477。
- 山口 進『カブトムシ山に帰る』汐文社、2013年8月1日。ISBN 978-4811320007。 NCID BB15348548。
- 丸山宗利、写真（山口 進）『わくわく昆虫記 憧れの虫たち』講談社、2016年8月26日。ISBN 978-4062201957。 NCID BB22284365。
- 山口 進『世界クワガタムシ探険記 ダーウィン・ビートルを求めて』岩崎書店〈ちしきのぽけっと 16〉、2013年7月22日。ISBN 978-4265043668。 NCID BB13715477。
- 山口 進『〈オールカラー版〉 珍奇な昆虫』光文社〈光文社新書〉、2017年2月15日。ISBN 978-4334039707。 NCID BB23054837。[14]
- 山口 進『万葉と令和をつなぐアキアカネ』光文社〈ノンフィクション・生きるチカラ〉、2020年9月15日。ISBN 978-4265083190。 NCID BC02610554。[15]

## 出演
- ダーウィンが来た!「つながりあって生きている!写真家・山口進さんのメッセージ」（2024年2月18日、NHK総合）[16]

## 親族
- 弟：山口修（ギタリスト）[1]